# Conspiración de Casa Blanca
Conspiración de Casa Blanca es el nombre que recibe un supuesto hecho de la Guerra de la Independencia Argentina ocurrido en las cercanías de Paysandú en el actual Uruguay que muchos autores han mencionado como precediendo al Grito de Asencio, que ha sido tradicionalmente considerado como el punto de arranque de la Revolución oriental. El incidente de Casa Blanca es mayormente relatado como ocurrido el 11 de febrero de 1811, mientras que el pronunciamiento ocurrido junto al arroyo Asencio tuvo lugar el 28 de febrero de 1811. 
El incidente ha sido ampliamente mencionado en la bibliografía histórica del Río de la Plata, pero autores como el profesor Ariosto Fernández en 1962 afirmaron que no existe documentación histórica que avale que haya ocurrido, pues no fue mencionado en periódicos de la época, tales como la Gazeta de Montevideo, el Correio Braziliense de Londres, ni la Gazeta de Buenos Ayres. Ni tampoco se ha encontrado mención alguna en cartas de los involucrados ni de sus descendientes, ni en documentos oficiales. Fernández y otros historiadores creen que se trata de una construcción histórica basada en lecturas equivocadas que ha sido repetida y adicionada por los historiadores comenzando por un primer relato de Isidoro de María en 1860, que fue ampliado por Benigno T. Martínez  hacia 1881 y completado por Francisco Bauzá en 1897.
Los presuntos involucrados en la conspiración que aparecen en los distintos relatos son: Silverio Antonio Martínez, Nicolás Delgado, José Arbide, Miguel del Cerro, Saturnino del Cerro, Francisco Bicudo, fray Ignacio Maestre, Tomás Paredes, Jorge Pacheco, y Francisco Ramírez.
El cumplirse el bicentenario, el 11 de febrero de 2011 se realizó un acto oficial del Estado uruguayo en Casa Blanca, descubriéndose un monolito. En el acto el Intendente de Paysandú expresó que fue un hito relevante en este camino revolucionario de los primeros tiempos.

## Ubicación
El paraje de Casa Blanca se encuentra a unos 15 km al sur de Paysandú, a orillas del río Uruguay y frente a la isla Almirón. En sus cercanías se halla el Paso Vera, lugar en donde el río era atravesado para comunicar Paysandú con Concepción del Uruguay en Entre Ríos, actual Argentina.

## Antecedentes
El 6 de noviembre de 1810 el capitán de navío realista Juan Ángel de Michelena ocupó Concepción del Uruguay luego de haberse apoderado de Paysandú al frente de 300 soldados y barcos de guerra. Tras recibir órdenes, el 19 de enero de 1811 Michelena retiró la mayor parte de sus tropas hacia la Capilla Nueva de Mercedes y el 1 de febrero se dirigió con la flota a Colonia del Sacramento, a donde llegó el día 5 y existe constancia histórica de que se hallaba allí el 10 de febrero y retornó al río Uruguay en marzo cuando ya se había producido el alzamiento de Asencio. La Gazeta de Buenos Ayres informó el 29 de noviembre de 1810 que Michelena había remitido presos a Montevideo a 22 hijos del país, entre los cuales se hallaba el capitán retirado Jorge Pacheco, liberado poco después. Es en esas circunstancias en las que se sitúa el incidente de Casa Blanca.

## Relato de Isidoro de María
El primer relato del incidente es adjudicado a Isidoro de María, quien no menciona ninguna referencia del origen de sus datos, en su obra de 1860 Vida del Brigadier General D. José Artigas. Fundador de la nacionalidad Oriental, reproducido luego en su libro Hombres Notables de la República Oriental del Uruguay publicado en 1889. En ese relato el autor no menciona ninguna fecha, sino que relata los hechos como ocurridos luego del pronunciamiento de Asencio y solo sitúa en Casa Blanca a Pacheco, quien poseía una propiedad allí.

El Capitán retirado don Jorge Pacheco y algunos otros patriotas, en el Uruguay, se disponían a entrar en el movimiento concertado; pero el arribo de la flotilla realista de Michelena a Paysandú, hizo fracasar el pronunciamiento en aquel punto, aprehendiendo a Pacheco en Casa Blanca, al presbítero don Silverio Martínez, ex cura de Soriano, a los hacendados Del Cerro, Arride y Delgado, y algunos otros patriotas complicados en el plan, los que fueron conducidos a Montevideo.

## La participación de Ramírez
En el libro Apuntes históricos sobre la provincia de Entre-Ríos publicado en 1881, el historiador entrerriano Benigno T. Martínez  afirmó que Francisco Ramírez se hallaba entre los conspiradores apresados en Casa Blanca y fue conducido preso a Montevideo, de donde afirmó que logró escapar.

El capitán D. Jorge Pacheco baja de Misiones y reúnese con Ramírez en Casa Blanca, cerca de Paisandú, sobre el Río Uruguay, en cuyo paraje, después de una resistencia heroica contra la flotilla de Michelena, caen prisioneros aquellos dos valientes y hasta entonces oscuros caudillos, siendo conducidos á Montevideo.

Martínez expresó que tomó conocimiento de esos hechos por un relato que le hizo un hermano octogenario de Ramírez. En consonancia con De María, Martínez sitúa los apresamientos de Casa Blanca a posterioridad del Grito de Asencio. El texto de Martínez fue reproducido por Vicente Gregorio Quesada y Ernesto Quesada en 1881 en la Nueva revista de Buenos Aires.

## Relato de Francisco Bauzá
En Historia de la Dominación Española en el Uruguay, publicado en 1882, Francisco Bauzá dio forma al relato clásico sobre la Conspiración de Casa Blanca, basándose en los relatos de De María y de Martínez. En el Volumen III relata los hechos ubicándolos cronológicamente luego del pronunciamiento de Asencio e incorporando en la conjura al sacerdote Ignacio Maestre.

Entre tanto, los afiliados á la nueva causa en Paysandú, no habian perdido el tiempo. Dos sacerdotes, don Silvestre Martinez cura de la villa y don Ignacio Maestre su teniente, trabajaban desde meses atras con actividad para propiciar adictos á la revolucion en perspectiva. A estos conspiradores activos se habian unido los vecinos Delgado, Aravide y Del Cerro, mientras que don Jorge Pacheco, capitan retirado y que gozaba fama de cruel como preboste de la campaña que habia sido, se propiciaba entre sus amistades afiliados y recursos. Entró tambien en el número de los que conspiraban, un brasilero llamado Pancho Bicudo, muy relacionado entre el vecindário, y que debia demostrar más tarde por su heroica muerte la lealtad y firmeza con que amaba la causa que abrazó por suya. Teniendo noticia de estos preparativos, don Pedro Viera que operaba en Soriano, se trasladó al Norte del Rio Negro, entrando al distrito de Pay Sandú. Inmediatamente se alzó en armas aquel vecindario, formando una gruesa partida que remontó hasta 400 hombres las fuerzas de Viera.
 Pero los españoles que sospechaban todo el alcance de aquella actitud amenazadora, estaban sobre aviso desde el rumor de los primeros tumultos en Mercedes. La flotilla de Michelena estacionada en el rio Uruguay, se presentó inopinadamente sobre la ciudad de Pay Sandú, á fin de librarla del contájio del pronunciamiento. En momentos en que los afiliados de la ciudad iban á ponerse en acción para ayudar á sus correlijionarios de la campaña, cayó sobre ellos Michelena prendiendoles é inhabilitando sus manejos. Los clérigos Martinez y Maestre fueron remitidos á Montevideo, y los demás conjurados permanecieron en prision ó fueron sometidos á dura vijiláncia. Este contratiempo, si bien privó de recursos muy necesarios á la Revolucion, no por eso paralizó sus movimientos, y las fuerzas de Viera y Bicudo aumentando dia por dia se trasformaron en un cuerpo de tropas considerable, aunque bisoñas y mal armadas.

Bauzá retomó luego el relato precisando la fecha en que Michelena cayó sobre los conjurados y mencionando como conjurado a Francisco Bicudo.

Con toda actividad, se dio Michelena a la vela, apareciendo de tránsito en Paysandú el 11 de febrero, precisamente cuando los conspiradores acababan de reunirse en Casa Blanca. Sabiéndolo el comandante español, se dirigió allí, y después de una ligera resistencia, aprehendió á todos, menos á Francisco Bicudo, que logró huir, y á D. Saturnino del Cerro, quien cubierto de heridas se ahogó en el río. Los prisioneros fueron sometidos á un riguroso secuestro, excepción hecha del presbítero Martínez y sus compañeros Arbide y Ramírez, conducidos más tarde á Montevideo y encerrados en los calabozos de las lio vedas, donde hubo de perder la vida Ramírez, si al sentirse presa de una afección pulmonar, no lo hubiese arriesgado todo, fugándose entre mil peligros.

## La fecha de la conspiración
Ariosto Fernández afirmó que Bauzá tomó la fecha del 11 de febrero de 1811, y la adjudicó a los sucesos de Casa Blanca relatados por De María, del libro de Antonio Zinny llamado Historia de los gobernadores de las provincias argentinas desde 1810 hasta la fecha: Provincias litorales, publicado en 1879. En la entradilla de Francisco Ramírez Zinny escribió:

GENERAL FRANCISCO RAMIREZ, (uno de los que, el 11 de febrero de 1811, en medio de las bayonetas, dieron el grito de libertad en la Banda Oriental y el Entre-Rios, ocupado por el ejército español al mando de Michelena)

Fernández expresó que Zinny tomó el dato de un artículo de la edición N° 12 del periódico El Oriental publicado en 1829, cuyo título era: ¡Héroes que dieron el grito en la Provincia Oriental el 11 de febrero de 1811 en medio de las bayonetas!. En el libro Historia de la prensa periódica de la República Oriental del Uruguay 1807-1852 Zinny transcribió el contenido de ese artículo, en el cual la fecha no se refiere únicamente a Paysandú, sino que al conjunto de hechos ocurridos en el área que dieron comienzo a la Revolución oriental:

Los autores de la revolucion en la Banda Oriental y el Entre-Rios hasta el rio Gualeguay, ocupado por el ejército español al mando del general Michelena el 11 de febrero de 1811:
 VILLA DE PAISANDÚ. — Cura de Paisandú, el presbitero don Silverio Martínez, llevado preso á Montevideo. — Capitan retirado don Jorge Pacheco, padre del general Pacheco y Obes, á quien se atribuye haber inventado el cruel castigo de enchalecamiento ejercido contra los españoles en los primeros años de la revolucion. Don Jorge declaraba que habia abrazado la carrera militar para esterminar á los ladrones, persiguiéndolos á muerte, tanto que cuantos agarraba, cuando se hallaba sin prisiones ni carcel segura en que custodiarlos, los enchalecaba, los retobaba y los encoletaba para que no se escapasen. — Presbitero don Ignacio Maestre. — Hacendado don Miguel del Cerro, en todos los destinos que exijian las circunstancias. — don Saturnino del Cerro, lleno de heridas y ahogado en el Salto. — don José Arbide, natural de Parajes de la provincia de Guipúscua y ciudadano de esta provincia, llevado preso á Montevideo.
 DEL EJÉRCITO ENEMIGO EN EL ENTRE-RÍOS. — Brigadier don José Rondeau, coronel don Rafael Hortiguera, hacendado don Francisco Ramírez, hacendado don Ricardo Lopez.
 CAPILLA DE MERCEDES. — Hacendado don Mariano Chaves, don Francisco Martínez Haedo, vecino don Mariano Vega, don Pedro Cortinas.
 VILLA DE SORIANO. — Capitan de milicias don Celedonio Escalada, español. Hijos de Soríano, los dos hermanos don Pedro Pablo y Santiago Gadea. Caudillo nombrado para el movimiento, don Nicolás Delgado en Paisandú; Viera y Benavides, en Mercedes y Soriano: en la Bajada don José Miguel Díaz Velez, para comunicarse con los señores Rondeau y Miguel del Cerro.

El artículo de El Oriental era una reproducción de un artículo de la edición N° 767 de la Gazeta Mercantil de Buenos Aires, publicado el 27 de mayo de 1826.
La fecha en la cual José Artigas desertó del ejército realista en Colonia del Sacramento, el 15 de febrero de 1811, está hoy establecida con seguridad sobre la base de una nota de la revista de tropas del Cuerpo de Blandengues de Montevideo efectuada al mes siguiente. Antes de conocerse esa nota los historiadores fijaban en el 2 o el 11 de febrero como fechas de la deserción:

José Artigas, capitán de la 3.a Compañía, y Rafael Ortiguera, fugaron a Buenos Aires el 15 de febrero.

Fernández opinó que la fecha que mencionó la Gazeta Mercantil es coincidente con la que se atribuía a la deserción de Artigas y pudo ser puesta por el autor para representar el inicio del movimiento revolucionario oriental. Siendo también coincidente con la versión tampoco documentada de Martínez de que los entrerrianos, encabezados por Francisco Ramírez, dieron su grito de libertad al día siguiente en Concepción del Uruguay, y otras versiones que la fijaban en Nogoyá el 11 de febrero.

## Contradicciones de los relatos con los documentos históricos
Fernández dice que en una nota fechada el 10 de febrero de 1811 (un día antes de la fecha de la conspiración) el comandante realista de Colonia del Sacramento (a 8 días de viaje por río de Paysandú), brigadier Vicente Muesas, envió una nota al virrey Elío expresando que estaban:

(...) reunidas en este Cantón las tropas que mandaba el Capitán de navío Don Juan Ángel Michelena (...)

Fernández localizó en el archivo del vocal de la Junta de Buenos Aires, Juan José Castelli, una carta de Silverio Martínez datada el 1 de marzo de 1811 en Paysandú, informando sobre los hechos ocurridos en Mercedes y Soriano. Por una declaración hecha por Martínez en 1825 se sabe que él y José Arbide fueron apresados en Paysandú por las fuerzas portuguesas de Bento Manuel Ribeiro en agosto de 1811 y enviados a Montevideo.
La crónica citada de la Gazeta Mercantil de 1826 refiere: don Saturnino del Cerro, lleno de heridas y ahogado en el Salto, lo que contradice la versión de Bauzá, que ubicó su muerte en Casa Blanca el 11 de febrero de 1811: D. Saturnino del Cerro, quien cubierto de heridas se ahogó en el río.
Ignacio Maestre permaneció como teniente cura de Paysandú hasta mediados de 1811, cuando pasó a Buenos Aires y en noviembre de 1811 se hallaba en el Paraguay.
Existe la lista de prisioneros de la Real Ciudadela de Montevideo correspondiente a 1811, no figurando en ella Jorge Pacheco, ni los demás implicados excepto Tomás Paredes, de quien se dice que los conspiradores se reunían en su casa. Paredes fue uno de los detenidos a quienes se le inició juicio el 11 de marzo de 1811 frente a Fray Bentos cuando eran trasladados a Montevideo en La Victoria. Los 5 testigos que declararon en contra de Paredes lo acusaron de revolucionario en conjunción con Pacheco, Martínez y Maestre, pero no mencionaron ningún incidente en Casa Blanca.
En el juicio a Paredes un testigo afirmó que Nicolás Delgado se hallaba el 3 de marzo de 1811 en su estancia de Paysandú. Además de eso, a principios de marzo de 1811 Delgado asumió como comandante militar de Paysandú, permaneciendo en el cargo hasta la captura de la localidad por las fuerzas portuguesas en agosto de ese año y luego siguió a Artigas en el Éxodo del Pueblo Oriental.

## Otros relatos
Entre los autores que relataron la Conspiración de Casa Blanca aparecen:
- Justo Maeso en Los primeros patriotas orientales de 1811, publicado en 1888;[19]
- Víctor Arreguine en Historia del Uruguay, publicado en 1892;[20]
- Santiago Bollo en Manual de historia de la República Oriental del Uruguay, publicado en 1897;[21]
- Orestes Araújo en Diccionario popular de historia de la República O. del Uruguay, publicado en 1902.[22]